# Karron Graves
Karron Graves es una actriz y profesora estadounidense, conocida por interpretar a Mary Warren en la adaptación cinematográfica de 1996 de The Crucible de Arthur Miller, protagonizada por Daniel Day-Lewis.

## Vida personal y educación
Graves nació el 30 de noviembre de 1973 en Janesville, Wisconsin y pasó su infancia tanto en Sarasota, Florida como en la ciudad de Nueva York. Cuando era niña, Karron era nadadora competitiva y dos veces competidora de los Juegos Olímpicos Juveniles. Recibió su Licenciatura en Artes de la Universidad de Princeton y su Maestría en Bellas Artes de la Escuela de Drama de Yale.
Vive en Nueva York con su esposo, Rolando Briceño, maestro y administrador escolar; a partir de 2015 tuvieron dos hijos, su hija Jackie Jo y su hijo Jude.

## Carrera infantil
En el escenario, interpretó el papel de Clara en el estreno mundial de 1987 de Danger: Memory! de Arthur Miller, en el Lincoln Center Theatre, dirigida por Gregory Mosher. Otros papeles teatrales iniciales incluyeron a Ginya en Nine Armenians de Leslie Ayvazian en el Manhattan Theatre Club.
Hizo su debut televisivo en Saturday Night Live en 1986 como "The Girl Scout" junto a Phil Hartman. En 1987, interpretó el papel principal de la niña huérfana Miranda, en la película para televisión de PBS The Fig Tree, y apareció en el elenco principal de la breve serie de 1989 Dolphin Cove, como Katie Larson, la hija adolescente del personaje interpretado por el protagonista de la serie Frank Converse.

## Roles teatrales, cinematográficos y televisivos
Graves es conocida por interpretar a Mary Warren, una niña acusada de brujería durante los juicios de brujas de Salem, como se muestra en la película de 1996 The Crucible, protagonizada por Daniel Day-Lewis y Winona Ryder; una reseña en People citó a Graves por su "actuación silenciosamente conmovedora". Otras apariciones en televisión incluyen episodios de Law & Order de NBC, Guiding Light de CBS y Monk de USA, mientras que sus apariciones en cine incluyen El buen pastor, el video corto 5 Wishes, y Late Phases'.
Los créditos teatrales de Graves incluyen producciones de Broadway, Off-Broadway y Teatro Regional. Mientras estaba en Yale, interpretó los papeles de Dora Hand en The Muckle Man de Roberto Aguirre-Sacasa, Lizzie Booth en Absolutely True de Trip Cullman, Sara en Deviant de A. Rey Pamatmat y Blanche Verse en ...And Jesus Moonwalks the Mississippi de Marcus Gardley. Recibió capacitación remunerada con la compañía SITI para protagonizar el estreno mundial de 2005 de Intimations for Saxophone, dirigida por Anne Bogart en Arena Stage, y protagonizó junto a James Whitmore en Trying at de 2006 en el Teatro Ford y la Celebración del 70 Aniversario de Our Town en 2008. Graves también interpretó a Isobel Ashbrook en Broadway en Coram Boy, de Helen Edmundson, nominada al premio Tony en 2007, dirigida por Melly Still, y en 2012 protagonizó Off-Broadway en The Philanderer en el New York City Center con el Pearl Theatre. En 2013 apareció en Two Point Oh en 59E59.
En 2015, Graves ganó el Premio de Teatro de New Hampshire a la Mejor Actriz por su interpretación de Alice Maitland en la producción de The Voysey Inheritance de The Peterborough Players.
Para la temporada 2015-2016 en Roundabout Theatre Company, Karron interpretó a la hermana de Mamie Gummer en el estreno mundial de Ugly Lies the Bone de Lindsey Ferrentino, dirigida por Patricia McGregor.

## Profesora
A partir de 2015, Graves enseña actuación en la Tisch School of the Arts de la Universidad de Nueva York y en la American Musical and Dramatic Academy.